# Konföderale Fraktion der Vereinten Europäischen Linken/Nordische Grüne Linke/8. Legislaturperiode
Die folgende Liste enthält die Mitglieder der Fraktion Konföderale Fraktion der Vereinten Europäischen Linken/Nordische Grüne Linke in der 8. Legislaturperiode. Bei ihrer Konstituierung nach der Europawahl 2014 hatte die Fraktion 52 Mitglieder.
| Land                   | Nationale Mitgliedspartei                                                     | Europapartei    | Anzahl MdEP | Mitglieder |
| ---------------------- | ----------------------------------------------------------------------------- | --------------- | ----------- | --- |
| Dänemark               | Folkebevægelsen mod EU                                                        | EUD *           | 1/13        | Rina Ronja Kari |
| Deutschland            | Die Linke                                                                     | EL              | 7/96        | Cornelia Ernst, Thomas Händel, Sabine Lösing, Martina Michels, Martin Schirdewan, Helmut Scholz, Gabriele Zimmer                                                                               |
| Deutschland            | unabhängig                                                                    | EA7             | 1/96        | Stefan Bernhard Eck (gewählt für Tierschutzpartei) |
| Finnland               | Vasemmistoliitto                                                              | EL & NGLA       | 1/13        | Merja Kyllönen |
| Frankreich             | Front de gauche (Linksfront)                                                  | EL              | 3/74        | Patrick Le Hyaric (PCF), Jean-Luc Mélenchon (PG), Marie-Christine Vergiat (PCF) |
| Frankreich             | L’union pour les Outremer                                                     | –               | 1/74        | Younous Omarjee (PCR) |
| Frankreich             | Aprés                                                                         | –               | 1/74        | Emmanuel Maurel (ab 6. November 2018) |
| Griechenland           | ΣΥΡΙΖΑ – Ενωτικό Κοινωνικό Μέτωπο (SYRIZA – Vereinte Soziale Front)           | EL              | 4/21        | Konstantinos Chrysogonos, Manolis Glezos (bis 8. Juli 2015), Georgios Katrougalos (bis 26. Januar 2015), Stelios Kouloglou (seit 27. Januar 2015), Konstantina Kouneva, Dimitrios Papadimoulis |
| Griechenland           | Laiki Enotita                                                                 | –               | 1/21        | Nikolaos Chountis (ab 20. Juli 2015, bis 1. September 2015 SYRIZIA) |
| Griechenland           | unabhängig                                                                    | –               | 1/21        | Sofia Sakorafa (bis 27. September 2015 SYRIZIA) |
| Vereinigtes Königreich | Sinn Féin (Wir selbst)                                                        | -               | 1/73        | Martina Anderson |
| Irland                 | Sinn Féin (Wir selbst)                                                        | -               | 3/12        | Lynn Boylan, Matt Carthy, Liadh Ní Riada |
| Irland                 | unabhängig                                                                    | –               | 1/12        | Luke Flanagan |
| Italien                | L’Altra Europa con Tsipras                                                    | -/EL            | 3/73        | Eleonora Forenza (PRC), Curzio Maltese (SEL), Barbara Spinelli |
| Niederlande            | Socialistische Partij (Sozialistische Partei)                                 | -               | 2/26        | Dennis de Jong, Anne-Marie Mineur |
| Niederlande            | Partij voor de Dieren (Partei für die Tiere)                                  | EA7             | 1/26        | Anja Hazekamp |
| Portugal               | Coligação Democrática Unitária (Demokratische Einheitskoalition)              | -               | 3/22        | João Ferreira, Miguel Viegas, Inês Cristina Zuber (bis 30. Januar 2016), João Pimenta Lopes (ab 31. Januar 2016) (alle PCP)                                                                    |
| Portugal               | Bloco de Esquerda (Linksblock)                                                | EL              | 1/22        | Marisa Matias |
| Schweden               | Vänsterpartiet (Linkspartei)                                                  | NGLA            | 1/20        | Malin Björk |
| Spanien                | Podemos                                                                       | –               | 5/54        | Pablo Iglesias Turrión, Miguel Urbán (ab März 2015 nach Teresa Rodríguez’ Rücktritt), Tania González Peñas, Lola Sánchez, Estefanía Torres Martinez (nachgerückt für Pablo Echenique-Robba)    |
| Spanien                | Izquierda Unida (Vereinigte Linke)                                            | EL              | 4/54        | Marina Albiol, Javier Couso Permuy, Paloma López Bermejo, Ángela Vallina |
| Spanien                | Alternativa galega de esquerda en Europa                                      | –               | 1/54        | Lidia Senra |
| Spanien                | EH BILDU                                                                      | EFA             |             | (Josu Juaristi bis 27. Februar 2018) |
| Spanien                | Bloque Nacionalista Galego                                                    | EFA             |             | (Ana Miranda Paz, ab 28. Februar 2018 Nachrücker für Josu Juaristi, am 2. März 2018 Wechsel zu Grüne/EFA)                                                                                      |
| Tschechien             | Komunistická strana Čech a Moravy (Kommunistische Partei Böhmens und Mährens) | EL (Beobachter) | 3/21        | Kateřina Konečná, Jiří Maštálka, Miloslav Ransdorf |
| Zypern                 | Ανορθωτικό Κόμμα Εργαζόμενου Λαού (Fortschrittspartei des werktätigen Volkes) | EL (Beobachter) | 2/6         | Takis Hadjigeorgiou, Neoklis Sylikiotis |